# كورتيس دي لا فرونتيرا
بلدية كورتيس دي لا فرونتيرا (بالإسبانية: Cortes de la Frontera) هي بلدية تقع في مقاطعة مالقة التابعة لمنطقة أندلوسيا جنوب إسبانيا.

## الديموغرافيا
بلغ عدد سكان بلدية كورتيس دي لا فرونتيرا 3.586 نسمة عام 2011 (وفقاً للمعهد الوطني الإسباني للإحصاء).
| 3.643 | 3.565 | 3.449 | 3.686 | 3.738 | 3.714 | 3.586 |